# William Fitzwilliam Owen

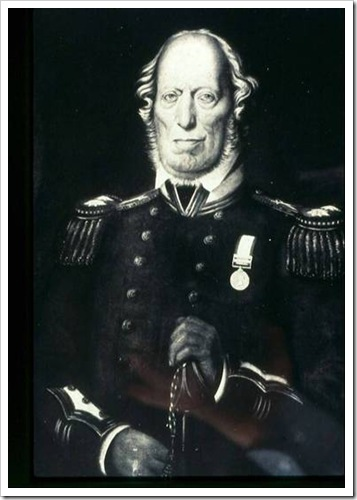
William Fitzwilliam Owen.

William Fitzwilliam Owen, född den 17 september 1774 i Manchester, död den 3 november 1857 i Saint John's i New Brunswick, var en engelsk sjömilitär och kartograf.
Owen ingick i flottan 1788, kommenderades 1803 till de ostindiska farvattnen, varefter han kartlade Maldiverna. Han deltog i amiral Pellews krigsföretag mot holländarna, tillfångatogs av fransmännen 1808 och kvarhölls på Mauritius till 1810. Åren 1815–1816 kartlade han Stora sjöarna på den kanadensiska sidan, 1821–1826 Madagaskars och stora sträckor av Afrikas kust samt 1847 en del av Nordamerikas. Han befordrades 1854 till viceamiral. Han utgav Narrative of voyages to explore the shores of Africa, Arabia and Madagascar (2 band, 1833).